# Fehérarcú gém
A fehérarcú gém (Egretta novaehollandiae) a madarak (Aves) osztályának a gödényalakúak (Pelecaniformes) rendjébe, ezen belül a gémfélék (Ardeidae) családjába és a gémformák (Ardeinae) alcsaládjába tartozó faj.
A magyar név forrással nincs megerősítve, lehet, hogy az angol név tükörfordítása (White-faced Heron).

## Előfordulása
Ausztrália, Indonézia, Pápua Új-Guinea és a környező szigetek területén honos. Önmagától települt be Új-Zéland területére az 1940-es években. Zátonyokon, tavaknál, mocsarakban és füves pusztákon lehet megtalálni. Kóborlásai során eljut Dél-Ázsiába is.

## Alfajai
- Egretta novaehollandiae novaehollandiae
- Egretta novaehollandiae parryi

## Megjelenése
Testhossza 65 centiméter. Meglehetősen erős, hegyes csőre van.  Nevét fehér arctollairól kapta. Nyaka, háta és szárnyai szürkéskékek. Hasi része sárgásfehér.

## Életmódja
Tavakban, mocsarakban és nádasokban keresi halakból, békákból, kisemlősökből, férgekből álló táplálékát.

## Szaporodása
A hímek nász idején felborzolják fejükön, nyakukon és hátukon lévő szúrós dísztollaikat, ezzel udvarolnak a tojónak. Fákra rakják ágakból készített fészküket.
|  |  |